# بطولة دلراي بيتش الدولية للتنس
بطولة دلراي بيتش الدولية للتنس هي بطولة تلعب على الأراضي الصلبة , وتندرج تحت قائمة بطولات رابطة محترفي كرة المضرب ال250 نقطة. تقام البطولة في مدينة دلراي بيتش في الولايات المتحدة كل عام.